# Bay Line Railroad
Le Bay Line Railroad (sigle de l'Association of American Railroads: BAYL) est un des nombreux petits chemins de fer (shortline) détenus par Genesee & Wyoming Inc.. Il circule entre Panama City, Floride, et Abbeville, Alabama, avec un droit de passage sur la Dothan Subdivision de CSX Transportation entre Dothan, Alabama et Grimes, Alabama. La ligne s'interconnecte  avec: la PA Subdivision de CSX à Cottondale, Floride; la Dothan Subdivision près de Dothan; et le Chattahoochee and Gulf Railroad à Dothan.

## Histoire
La société précédente opérant sur le même réseau, l'Atlanta and St. Andrews Bay Railway (ASAB) fondée en 1905, reliait Panama City, en Floride, à Dothan, dans l'Alabama. 
Après la mort de son fondateur, l'A&SAB fut détenu par de grandes compagnies telles que Coca-Cola, United Fruit, International Paper et Stone Container Corporation. Puis le 31 décembre 1993, il fut repris par Rail Management Corporation, qui le rebaptisa le Bay Line Railroad le 1er janvier 1994. À cette époque la compagnie avait 36 employés et 160 km de voies,.
Le 26 juin 1996, le Bay Line fusionna l'A&G Railroad afin de contrôler la portion entre Grimes et Abbeville, deux villes situées dans l'Alabama. L'A&G Railroad qui appartenait à Railroad Services, Inc., avait commencé son activité le 1er janvier 1994. Auparavant, du 1er mars 1989 au 31 décembre 1993, la ligne Abbeville-Grimes était connue sous le nom d'Abbeville-Grimes Railway Company, Inc.
Le 1er juin 2005, Rail Management Corporation fut racheté par Genesee & Wyoming Inc.. Le Bay Line Railroad, désormais intégré à la Southern Region du groupe G&W, continue d'exploiter la ligne entre Panama City, Floride et Abbeville, Alabama.

### Traduction
- (en) Cet article est partiellement ou en totalité issu de l’article de Wikipédia en anglais intitulé « Bay Line Railroad » (voir la liste des auteurs).